# Castelo dos Rochers-Sévigné

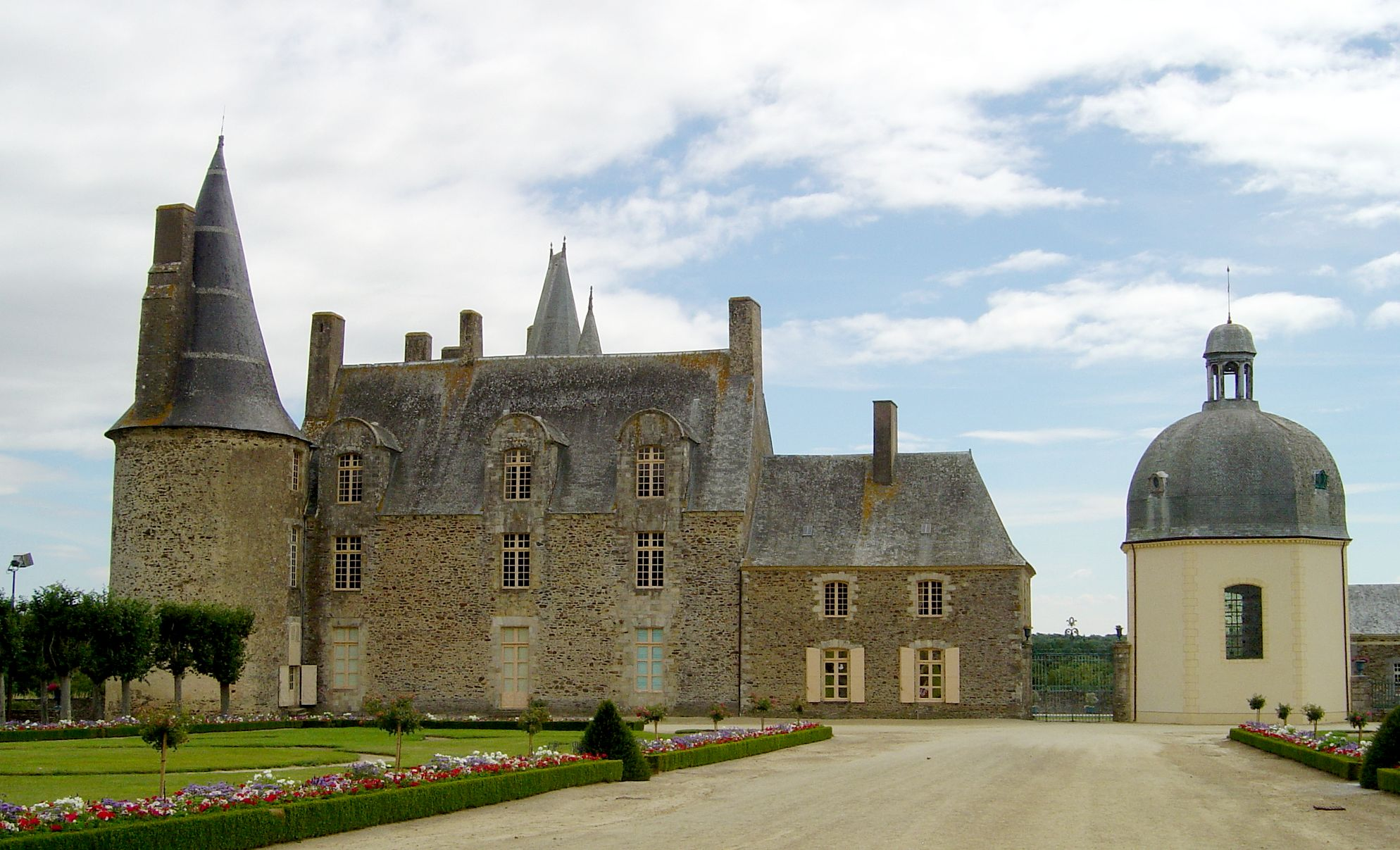
Fachada e capela do Château des Rochers-Sévigné.

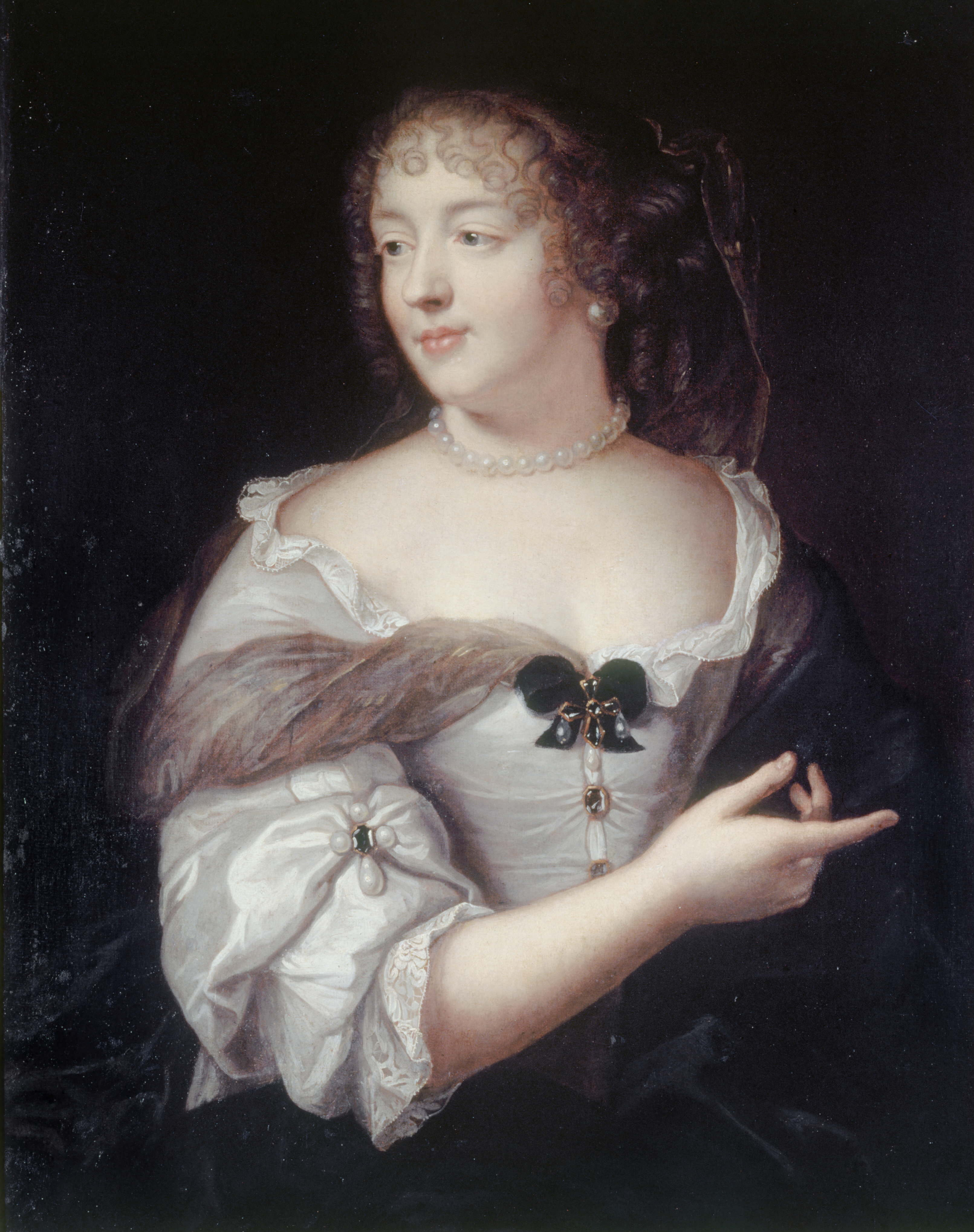
Retrato da Marquesa de Sévigné.

O Château des Rochers-Sévigné (antiga residência bretã da Madame de Sévigné), é um palácio rural gótico do século XV, situado nas proximidades de Vitré, no departamento de Ille-et-Vilaine.

## História
O pequeno palácio foi edificado sobre uma colina rochosa – de onde tira o seu nome – pelos ancestrais de Henri de Sévigné, um aristocrata bretão, o qual casou, em 1644, com Marie de Rabutin-Chantal, futura Marquesa de Sévigné.

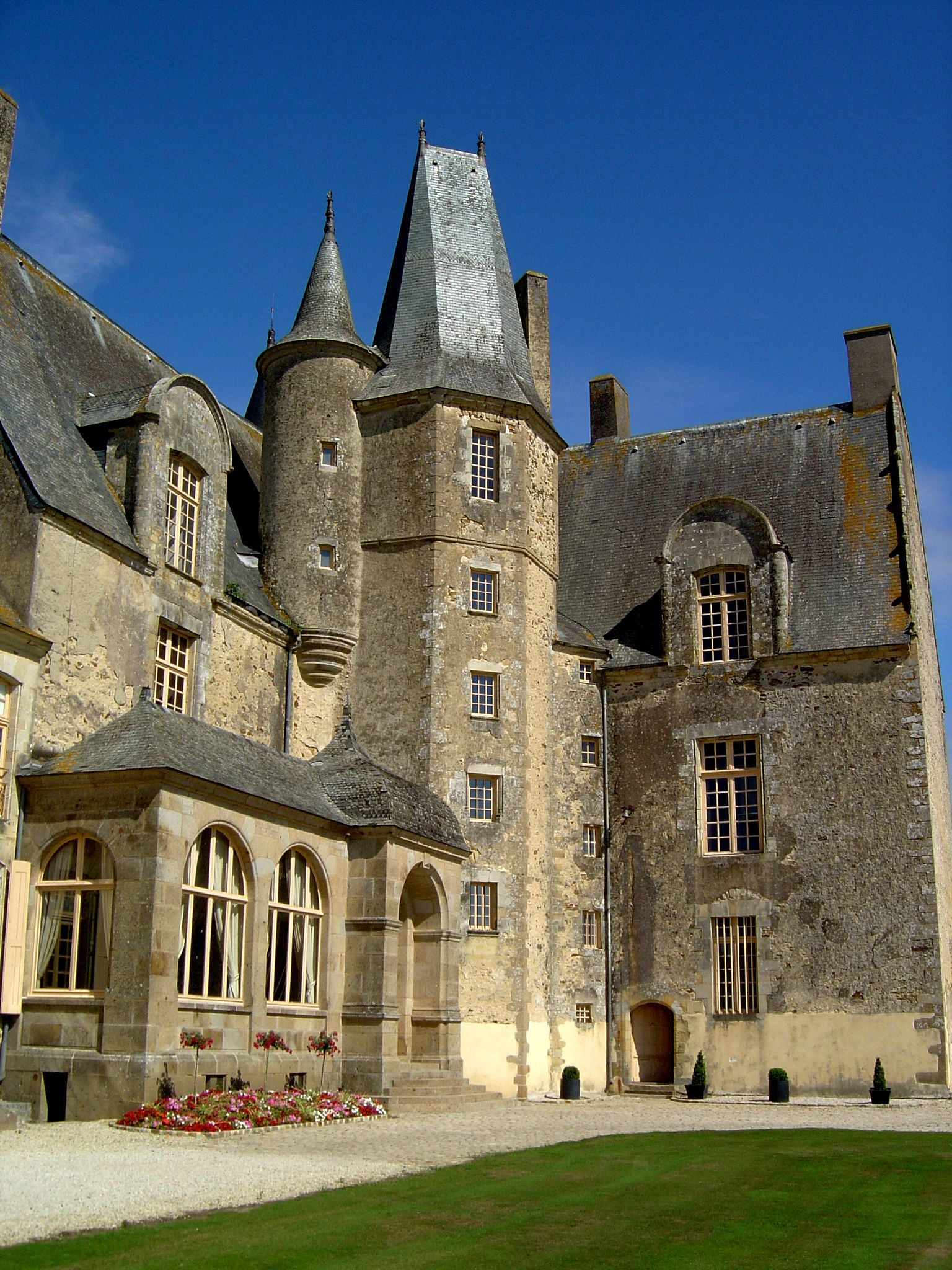
Traseiras do Château des Rochers-Sévigné.

A residência foi construída segundo uma planta em L, com duas torres. Possui, igualmente, uma capela octogonal, construída pela Marquesa em 1671, cavalariças e uma ala de serviço acrescentada no século XVIII.
O jardim à francesa foi criado em 1689 e restaurado em 1982. O conjunto é orlado por um parque arborizado, cujas alamedas foram todas baptizadas pela Marquesa. Madame de Sévigné, possuidora de vários domínios, permaneceu por longos períodos no Château des Rochers depois da morte do seu marido. Foi nesta propriedade que escreveu um grande número de cartas endereçadas à sua filha.
A propriedade ainda pertence aos descendentes distantes dos Sévigné. Pode visitar-se a capela e uma parte do palácio, onde se encontram retratos da família e alguns objectos que pertenceram à Marquesa.